# Mykolas Alekna
Mykolas Alekna (Vilna, 28 de septiembre de 2002) es un deportista lituano que compite en atletismo, especialista en la prueba de lanzamiento de disco.
Participó en los Juegos Olímpicos de París 2024, obteniendo una medalla de plata en el lanzamiento de disco.
Ganó dos medallas en el Campeonato Mundial de Atletismo, en los años 2022 y 2023, y dos medallas en el Campeonato Europeo de Atletismo, en los años 2022 y 2024.
En abril de 2025 batió el récord mundial de su especialidad con un lanzamiento de 75,56 m, superando la marca que él mismo había establecido un año atrás (74,08 m).
Es hijo del bicampeón olímpico Virgilijus Alekna, y su hermano Martynas compite en el mismo deporte. Estudió Psicología en la Universidad de California en Berkeley.

## Palmarés internacional
| Juegos Olímpicos   | Juegos Olímpicos        | Juegos Olímpicos  | Juegos Olímpicos |
| Año                | Lugar                   | Medalla           | Prueba           |
| ------------------ | ----------------------- | ----------------- | ---------------- |
| 2024               | París (Francia)         | Medalla de plata  | Disco            |
| Campeonato Mundial |                         |                   |                  |
| Año                | Lugar                   | Medalla           | Prueba           |
| 2022               | Eugene (Estados Unidos) | Medalla de plata  | Disco            |
| 2023               | Budapest (Hungría)      | Medalla de bronce | Disco            |
| Campeonato Europeo |                         |                   |                  |
| Año                | Lugar                   | Medalla           | Prueba           |
| 2022               | Múnich (Alemania)       | Medalla de oro    | Disco            |
| 2024               | Roma (Italia)           | Medalla de bronce | Disco            |